# Rosina, Tărgoviște
Rosina (în bulgară Росина) este un sat în comuna Tărgoviște, regiunea Tărgoviște,  Bulgaria. 

## Demografie
Componența etnică a satului Rosina
     Turci (38,58%)
     Bulgari (59,84%)
     Nicio identificare (1,57%)
     Altele (0%)
La recensământul din 2011, populația satului Rosina era de 254 locuitori. Din punct de vedere etnic, majoritatea locuitorilor (59,84%) erau bulgari, cu o minoritate de turci (38,58%). Pentru 1,57% din locuitori nu este cunoscută apartenența etnică.